# Sibio Bio
Sibio Bio is een bestuurslaag in het regentschap Tapanuli Tengah van de provincie Noord-Sumatra, Indonesië. Sibio Bio telt 1269 inwoners (volkstelling 2010).